# Georges Abadie
Pour les articles homonymes, voir Abadie.
George Abadie, né le 21 novembre 1924 à Tarbes et mort le 23 octobre 2017 à Neuilly-sur-Seine, est un haut fonctionnaire français. Il a été successivement préfet de région, conseiller d'État et membre du Conseil constitutionnel.

## Biographie

### Jeunesse et études
Georges Abadie étudie à l'École libre des sciences politiques. Il est titulaire d'une licence en droit, et a également étudié au Centre des hautes études sur l'Afrique et l'Asie modernes.

### Parcours professionnel
Georges Abadie commence sa carrière en 1945 comme professeur. Il n'enseigne qu'une année, avant de devenir en 1946 le directeur de cabinet du préfet de la Haute-Saône, puis du préfet de la Vienne, et enfin, du préfet de la Gironde. 
Il est appelé en 1954 à devenir chef de cabinet du secrétaire d'État à l'agriculture, Jean Raffarin. Il occupe la même fonction auprès du secrétaire d’État au budget, Jean-Raymond Guyon.
En 1959, Georges Abadie reprend sa carrière préfectorale et est élevé au rang de sous-préfet, dans les sous-préfectures de Nontron, Vervins, Djidjelli, à Pau, Clermont-Ferrand, Bastia et Toulon.
En 1973, il est nommé directeur central de la sécurité publique. En 1976, il devient préfet de la Savoie, et en 1980, Trésorier-payeur général de la Haute-Loire, puis de l'Orne en 1981.
En août 1981, Georges Abadie est nommé préfet de la Manche ; il ne reste à ce poste qu'une année, avant de devenir en 1982 préfet du Puy-de-Dôme et de la région Auvergne. De 1985 à 1986, il occupe la même fonction en Gironde.
Il est nommé préfet hors cadre en 1986. En 1987, il devient Conseiller d’État en service extraordinaire. Michel Charasse le nomme chargé de mission auprès de lui, au ministère du Budget. 
Le 25 février 1992, Georges Abadie est nommé membre du Conseil constitutionnel par le président de la République François Mitterrand.

### Autres fonctions
Georges Abadie est membre de section du Conseil économique et social entre 2002 et 2004. Il est également membre honoraire du conseil d'administration de la Fondation France Libertés.

## Ré&compenses et distinctions

### Décorations
- Grand officier de la Légion d'honneur du 15 avril 2001[4]
  -  Commandeur de la Légion d'honneur du 19 septembre 1990
  -  Officier de la Légion d'honneur du 1er mars 1983
- Croix de guerre 1939–1945 (Résistance - F.F.C.)